# Rick Zombo
Richard James „Rick“ Zombo (* 8. Mai 1963 in Des Plaines, Illinois) ist ein ehemaliger US-amerikanischer Eishockeyspieler und derzeitiger -trainer, der im Verlauf seiner aktiven Karriere zwischen 1981 und 1997 unter anderem 712 Spiele für die Detroit Red Wings, St. Louis Blues und Boston Bruins in der National Hockey League (NHL) auf der Position des Verteidigers bestritten hat. Seinen größten Karriereerfolg feierte Zombo jedoch im Trikot der Adirondack Red Wings mit dem Gewinn des Calder Cups der American Hockey League (AHL) im Jahr 1986.

## Karriere
Zombo spielte bis zu seinem 17. Lebensjahr in Kanada, ehe er in der Saison 1980/81 für die Austin Mavericks in der Juniorenliga United States Hockey League (USHL) auflief. Dort konnte der Verteidiger die Auszeichnung zum besten Abwehrspieler der Liga für sich gewinnen und fand sich zudem im All-Star Team der Liga wieder. Anschließend wurde er als erster Spieler überhaupt aus der USHL im NHL Entry Draft 1981 in der achten Runde an 149. Stelle von den Detroit Red Wings aus der National Hockey League (NHL) ausgewählt. Jedoch wechselte Zombo statt in den Profibereich zunächst an die University of North Dakota, wo er zwischen 1981 und 1984 einem Studium nachging. Parallel dazu lief er für das Eishockeyteam der Universität, die Fighting Sioux, in der Western Collegiate Hockey Association (WCHA), einer Division im Spielbetrieb der National Collegiate Athletic Association (NCAA), auf. Am Ende der Spielzeit 1981/82 sicherte sich der Defensivspieler mit dem Team den Gewinn der nationalen Collegemeisterschaft.
Nachdem Zombo in seinem dritten Collegejahr die Mannschaft als Mannschaftskapitän aufs Eis geführt und mit ihr am Spengler Cup 1982 teilgenommen hatte, beendete er sein Studium vor Abschluss, um sich seiner Karriere als Profisportler zu widmen. Er wurde von den Detroit Red Wings unter Vertrag genommen, die den 21-Jährigen in den ersten beiden Spielzeiten zwischen 1984 und 1986 zunächst hauptsächlich in ihrem Farmteam, den Adirondack Red Wings, in der American Hockey League (AHL) einsetzten. Erst im Verlauf der Saison 1986/87 und dem zwischenzeitlichen Gewinn des Calder Cups, der Meisterschaftstrophäe der AHL, mit Adirondack konnte sich Zombo nach zuvor gelegentlichen Einsätzen in der NHL etablieren. Schließlich gehörte der US-Amerikaner bis zum Beginn der Spielzeit 1991/92 hinein zu den festen Größen im Red-Wings-Kader, ehe er im Oktober 1991 im Tausch für Vincent Riendeau zu den St. Louis Blues transferiert wurde.
Bei den Blues fand der Abwehrspieler für die folgenden vier Spielzeiten eine neue sportliche Heimat. Während dieser Zeit wurde er im Spieljahr 1993/94 für insgesamt zehn Spiele gesperrt und mit einer Strafe von 500 US-Dollar belegt, nachdem er nach einer unabsichtlichen Kollision mit einem Linienrichter nach selbigem mit seinem Schläger geschlagen und ihn anschließend gestoßen hatte. Nach vier Jahren in St. Louis wurde Zombo vor dem Beginn der Saison 1995/96 in einem Transfergeschäft an die Boston Bruins abgegeben, die dafür Fred Knipscheer zu den Blues schickten. In Boston absolvierte der mittlerweile 32-Jährige seine letzte Spielzeit in der NHL. Zur Saison 1996/97 unterzeichnete er als Free Agent zwar einen Vertrag bei den Los Angeles Kings, kam im Saisonverlauf aber lediglich für deren Kooperationspartner Phoenix Roadrunners in der International Hockey League (IHL) zu 23 Einsätzen. Im Anschluss beendete er seine Karriere als Aktiver.
Nach seinem Karriereende begann Zombo als Trainer in seiner Wahlheimat St. Louis zu arbeiten. Zwischen 1998 und 2001 fungierte er als Cheftrainer der St. Louis Sting in der North American Hockey League (NAHL). Im Anschluss war er zwei Jahre lang als Trainer an der Marquette Senior High School im Bundesstaat Michigan tätig und parallel Scout der Topeka ScareCrows aus der USHL, ehe er wieder nach St. Louis zurückkehrte. Dort betreute er in der Saison 2003/04 die St. Louis Heartland Eagles in der USHL. Zudem bekleidete Zombo die Position des General Managers. Zwischen 2004 und 2008 pausierte er komplett und wurde währenddessen im Jahr 2007 in die Illinois Hockey Hall of Fame aufgenommen. Zur Saison 2008/09 wurde der Ex-Profi Assistenztrainer des Eishockeyteams der Lindenwood University, die unter dem Namen Lions am Spielbetrieb der American Collegiate Hockey Association (ACHA) teilnahm. In den folgenden beiden Jahren gewann die Mannschaft die nationale Meisterschaft, woraufhin Zombo zur Saison 2010/11 zum Cheftrainer befördert wurde. Am Ende der Spielzeit 2015/16 gelang ihm in dieser Funktion der erstmalige Titelgewinn.

### International
Für sein Heimatland nahm Zombo im Juniorenbereich an der Junioren-Weltmeisterschaft 1983 im sowjetischen Leningrad teil. Dabei belegte er mit der US-amerikanischen U20-Nationalmannschaft den fünften Rang. In sieben Turnierspielen blieb Zombo punkt- und straflos.

## Erfolge und Auszeichnungen
| - 1981 USHL Best Defenseman - 1981 USHL First All-Star Team - 1982 NCAA-Division-I-Championship mit der University of North Dakota - 1984 WCHA Second All-Star Team - 1986 Calder-Cup-Gewinn mit den Adirondack Red Wings | - 2007 Aufnahme in die Illinois Hockey Hall of Fame - 2009 ACHA-Division-I-Championship mit der Lindenwood University (als Assistenztrainer) - 2010 ACHA-Division-I-Championship mit der Lindenwood University (als Assistenztrainer) - 2016 ACHA-Division-I-Championship mit der Lindenwood University (als Cheftrainer) |

## Karrierestatistik

### International
Vertrat die USA bei:
- Junioren-Weltmeisterschaft 1983

(Legende zur Spielerstatistik: Sp oder GP = absolvierte Spiele; T oder G = erzielte Tore; V oder A = erzielte Assists; Pkt oder Pts = erzielte Scorerpunkte; SM oder PIM = erhaltene Strafminuten; +/− = Plus/Minus-Bilanz; PP = erzielte Überzahltore; SH = erzielte Unterzahltore; GW = erzielte Siegtore; 1 Play-downs/Relegation; Kursiv: Statistik nicht vollständig)